# Bitwa pod Cayo San Jorge
Bitwa morska pod Cayo San Jorge – starcie zbrojne, które miało miejsce 3-10 września 1798 roku podczas wojny angielsko-hiszpańskiej (1796–1808), toczonej w ciągu rewolucyjnych wojen Francji.
Jesienią 1798 flota hiszpańska w sile 32 okrętów i uzbrojonych łodzi oraz 500 marynarzy i 2 tys. żołnierzy skierowała się na Belize. Po nieskutecznym bombardowaniu umocnień kolonii, Hiszpanie obrali kurs na pobliską wyspę Cayo San Jorge (ang. St. George's Caye), z której już wcześniej usiłowali przepędzić angielskich osadników. W jej sąsiedztwie doszło do wielodniowych starć z niewielką angielską eskadrą (4 korwety i 2 szkunery) kpt. Ralpha Mossa i z miejscowymi oddziałami samoobrony. Anglicy celnie ostrzelali jednostki przeciwnika, odpierając również kilka ataków łodzi hiszpańskich na wyspę. Nie odniósłszy sukcesu do 13 września, flota hiszpańska odpłynęła na Jukatan. 